# Giuseppe Carlone

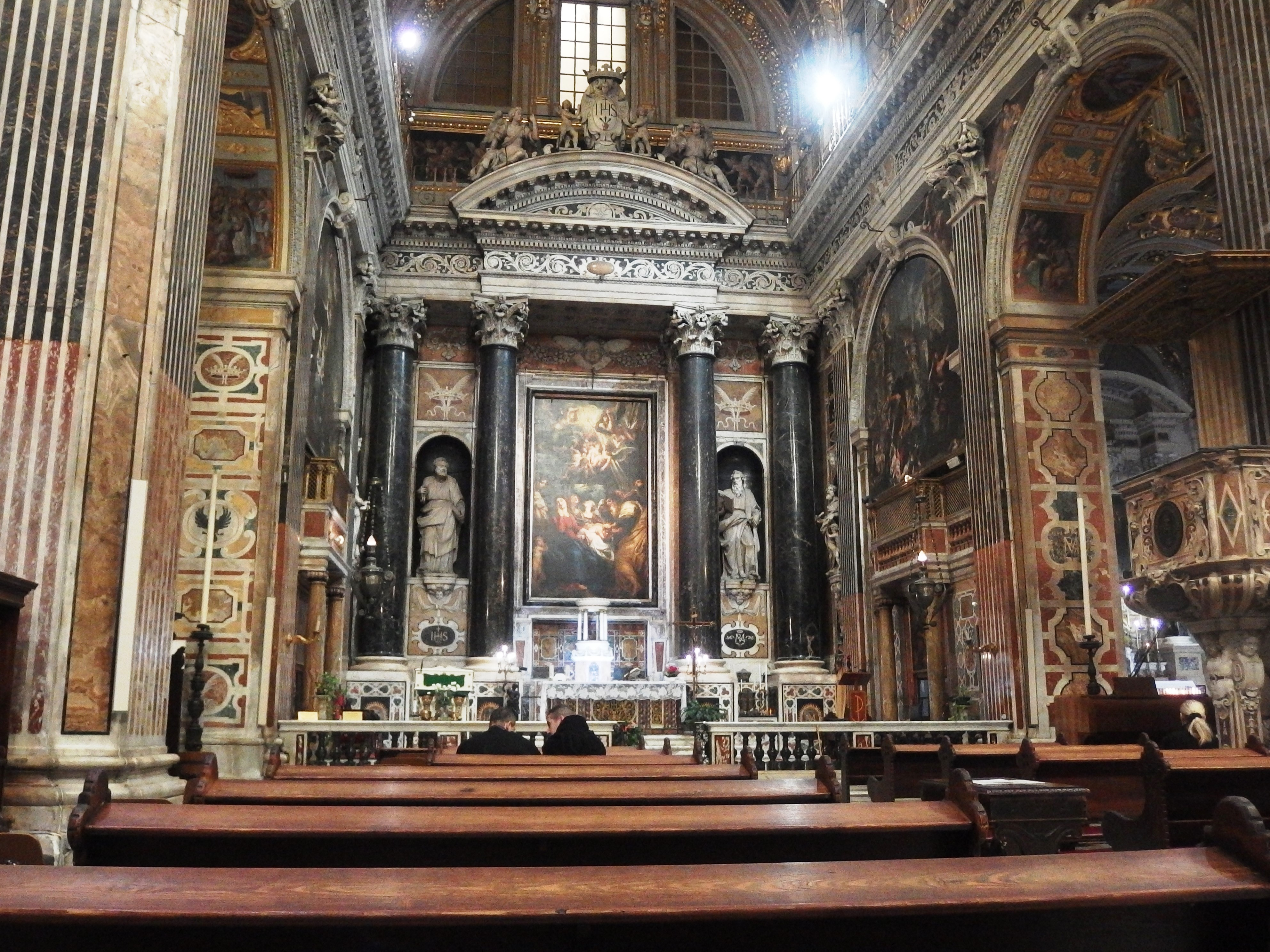
Sculpturen van de apostelen Petrus en Paulus aan weerszijden van het hoofdaltaar van de Chiesa del Gesù e dei Santi Ambrogio e Andrea, Genua

Giuseppe Carlone (Rovio 1543 – aldaar ca. 1622) was een Italiaanse beeldhouwer en architect uit de laat-maniëristische periode in Genua.

## Biografie
Giuseppe was de zoon van beeldhouwer Giovanni Carlone die afkomstig was uit Rovio in het Zwitserse kanton Ticino. Hij volgde zijn vader samen met zijn broer Taddeo Carlone naar Genua omstreeks 1560. Giuseppe kreeg een basisopleiding van zijn vader, hij was eerder beeldsnijder dan beeldhouwer. Hij werkte dikwijls samen met zijn broer Taddeo, onder meer in Genua en voor de vorstenhoven van Mantua, Frankrijk en Engeland.
Hij was getrouwd met Lucrezia de zus van Geronima Serra, de echtgenote van Taddeo Carlone. Ze hadden twee zonen Tomasso en Bernardo die ook beeldhouwer werden en met hun vader samenwerkten. Op het einde van zijn leven leed hij erg aan maagklachten en keerde hij terug naar Rovio in de hoop te herstellen in zijn geboorteplaats, maar hij overleed er op een onbekende datum.

## Werken
- Petrus en Paulus voor het hoofdaltaar van de Chiesa del Gesù e dei Santi Ambrogio e Andrea, Genua
- Twee engelen die het altaarblad ondersteunen in de Cappella della Natività in San Siro.[3]

## Web links
- Carlone, Italian family of artists op Web Gallery of Arts

- Gemeinsame Normdatei: 1011911280
- SIKART: 4029380
- Virtual International Authority File: 171233752